# Flower Boy
Flower Boy (Alternativ: Scum Fuck Flower Boy) ist das vierte Studioalbum des US-amerikanischen Rappers Tyler, the Creator. Es erschien am 21. Juli 2017 unter dem Label Columbia, nachdem vorher vier Single-Auskopplungen des Albums veröffentlicht wurden.
Flower Boy beinhaltet unter anderem Gastauftritte von Frank Ocean, ASAP Rocky, Lil Wayne, Kali Uchis, Steve Lacy, Estelle und Jaden Smith.
Im Gegensatz zu den früheren Projekten Tyler, the Creators, ist Flower Boy kein reines Rap-Album, stattdessen beinhaltet es auch Elemente von Pop, Neo Soul und Jazz-Rap. Auch thematisch befasst sich Flower Boy mit komplexeren Themen, im Kontrast zu Tyler, the Creators frühere Album. So beschreibt er das Album als deutlich persönlicheres Projekt, anders als Cherry Bomb, seinem dritten Studioalbum.

## Konzept
Flower Boy ist, genau wie Tyler, the Creators nachfolgende Alben, ein Konzeptalbum. Flower Boy sticht hier bei durch die persönliche Note heraus. Auf dem Album beschäftigt er sich mutmaßlich mit folgenden Themen:
- Einsamkeit, trotz materiellem Wohlstand
- Berühmtheit
- Umgang mit eigenen Problemen
- Liebe
- (Homo-)Sexualität

Zudem wird im Album stilistisch oft mit Blumenmetaphern und Wortspielen gearbeitet, auch das eigene Auto ist ein wiederkehrendes Motiv. Diese Bilder finden sich auch im Albumnamen und Albumcover wieder.

## Rezeption

### Rezensionen
Flower Boy wurde zumeist positiv bewertet, so bekam es auf Metacritic eine Wertung von 84/100, basierend auf 18 Rezensionen. Pitchfork bewertete das Album ähnlich mit einer 8,5/10. Stephan Rehm Rozanes beschreibt das Album, welches mit 4,5 von 6 Sternen bewertet ist, wie folgt:

„Was wir bis jetzt allerdings wissen – was im Schatten der Schlagzeilen aber kaum jemanden interessieren wird – ist, dass FLOWER BOY trotz seines natürlich garstigen inoffiziellen Titels SCUM FUCK FLOWER BOY Tylers, nun ja: schönstes Album geworden ist.“

### Jahresbestenlisten
Neben der positiven Resonanz in Form von Bewertungen, wurde Flower Boy auch vermehrt auf Jahresbestenlisten aufgeführt. Im Folgenden befindet sich eine Auswahl der Listen und des dort aufgeführten Ranges.
| Veröffentlichung | Liste                              | Rang | Ref.   |
| ---------------- | ---------------------------------- | ---- | ------ |
| Billboard        | Billboard’s 50 Best Albums of 2017 | 29   | [ 8 ]  |
| Complex          | The Best Albums of 2017            | 6    | [ 9 ]  |
| NME              | NME’s Albums of the Year           | 19   | [ 10 ] |
| Vice             | The 100 Best Albums of 2017        | 5    | [ 11 ] |
| Pitchfork        | The 50 Best Albums of 2017         | 8    | [ 12 ] |
| The Wire         | Top 50 Releases of 2017            | 18   |        |

## Kommerzieller Erfolg

### Chartplatzierungen
| ChartsChartplatzierungen       | Höchstplatzierung | Wochen |
| ------------------------------ | ----------------- | ------ |
| Deutschland (GfK)              | 66 (1 Wo.)        | 1      |
| Österreich (Ö3)                | 57 (1 Wo.)        | 1      |
| Schweiz (IFPI)                 | 40 (2 Wo.)        | 2      |
| Vereinigte Staaten (Billboard) | 2 (243 Wo.)       | 243    |
| Vereinigtes Königreich (OCC)   | 9 (5 Wo.)         | 5      |

| ChartsJahrescharts (2017)      | Platzierung |
| ------------------------------ | ----------- |
| Vereinigte Staaten (Billboard) | 136         |

| ChartsJahrescharts (2018)      | Platzierung |
| ------------------------------ | ----------- |
| Vereinigte Staaten (Billboard) | 155         |

| ChartsJahrescharts (2022)      | Platzierung |
| ------------------------------ | ----------- |
| Vereinigte Staaten (Billboard) | 183         |

| ChartsJahrescharts (2023)      | Platzierung |
| ------------------------------ | ----------- |
| Vereinigte Staaten (Billboard) | 105         |

| ChartsJahrescharts (2024)      | Platzierung |
| ------------------------------ | ----------- |
| Vereinigte Staaten (Billboard) | 153         |

### Auszeichnungen für Musikverkäufe
| Land/Region                  | Auszeichnungen für Musikverkäufe (Land/Region, Auszeichnung, Verkäufe) | Verkäufe  |
| ---------------------------- | ---------------------------------------------------------------------- | --------- |
| Australien (ARIA)            | Gold                                                                   | 35.000    |
| Dänemark (IFPI)              | Platin                                                                 | 90.000    |
| Frankreich (SNEP)            | Gold                                                                   | 50.000    |
| Italien (FIMI)               | Gold                                                                   | 25.000    |
| Kanada (MC)                  | Platin                                                                 | 80.000    |
| Neuseeland (RMNZ)            | 2× Platin                                                              | 30.000    |
| Norwegen (IFPI)              | Platin                                                                 | 20.000    |
| Polen (ZPAV)                 | Platin                                                                 | 20.000    |
| Schweden (IFPI)              | Gold                                                                   | 15.000    |
| Vereinigte Staaten (RIAA)    | 2× Platin                                                              | 2.000.000 |
| Vereinigtes Königreich (BPI) | Gold                                                                   | 100.000   |
| Insgesamt                    | 5× Gold · 8× Platin ·                                                  | 2.465.000 |

Hauptartikel: Tyler, the Creator/Auszeichnungen für Musikverkäufe